# Diamante Taylor-Burton
El diamante Taylor-Burton es una gema translúcida con un peso de 68 quilates (13,6 g). Se hizo famoso en 1969, cuando fue adquirido por los actores Richard Burton y Elizabeth Taylor. En 1969, el joyero Cartier lo compró en una subasta por 1 050 000 dólares, superando la puja prevista por Burton y estableciendo un precio récord para una joya vendida públicamente. Pero un día después, Burton compró el diamante a Cartier por 1 100 000 dólares. Miles de personas en Nueva York y en Chicago hicieron cola ese mismo año para ver el diamante tras su adquisición. Posteriormente, Taylor lo lució en el 40 cumpleaños de la princesa Grace de Mónaco y en la ceremonia de la 42.ª edición de los Premios Óscar.

## Descripción
El diamante en bruto original se encontró en 1966 en la mina Premier de Sudáfrica, con un peso de 241 quilates (48,2 g). El joyero neoyorquino Harry Winston lo cortó con forma de pera, con un peso de 69,42 quilates (13,9 g)..
En el momento de su venta en 1969, el diamante estaba engastado en un anillo de platino con dos diamantes más pequeños a cada lado. Tras su compra por parte de Taylor y Burton, la actriz consideró que el diamante era demasiado pesado para lucirlo como anillo y encargó un collar de diamantes de 80 000 dólares que incluía un engaste personalizado. El collar se diseñó para ajustarse al cuello de Taylor, lo que permitió que el diamante cubriera la cicatriz de la traqueotomía que sufrió en 1961 tras una neumonía casi mortal. En 1980, Robert Mouawad, posterior propietario del diamante, lo mandó tallar de nuevo, quedando su peso reducido a 68 quilates (13,6 g).

## Historia
El diamante fue comprado originalmente en 1967 por Harriet Annenberg Ames, hermana del editor multimillonario Walter Annenberg. Annenberg Ames temía lucir el diamante en su ciudad natal, Nueva York, y decidió vender la piedra. Más tarde dijo: "Me sentí profundamente preocupada y con los guantes puestos por miedo a que lo vieran... Iba a estar guardado en la bóveda de un banco durante años. Me parecía una tontería guardarlo si no se podía usar. Tal como están las cosas en Nueva York, nadie podría lucirlo en público".

### Venta de 1969
Se anunció que la subasta se llevaría a cabo el 23 de octubre de 1969, con el diamante catalogado como lote 133, en la sede de Sotheby's en Parke-Bernet, Nueva York. El diamante fue trasladado en avión a Gstaad, Suiza, para que la actriz Elizabeth Taylor pudiera verlo, y luego regresó a Estados Unidos para la subasta. El esposo de Taylor, el actor Richard Burton, había establecido una puja máxima de un millón de dólares por el diamante. Su abogado, Aaron Frosch, pujó por teléfono desde Londres, y Al Yugler, de la joyería Frank Pollock and Sons, pujó en la sala por Burton.
La subasta comenzó en 200 000 dólares y todos en la sala gritaron "¡Sí!" al anunciarse la cantidad, pero al llegarse a los 500 000 dólares solo quedaban nueve posibles compradores. La venta continuó en incrementos de 10 000 dólares a partir de los 500 000 dólares, y solo dos compradores se mantuvieron en en la subasta al llegarse a 650 000 dólares. Cuando se llegó a un millón, Yugler, quien pujaba por Taylor y Burton, se retiró de la subasta, que finalizó poco después. En la sala abarrotada de público, no se sabía con certeza quién había sido el ganador, pero más tarde se reveló que era Robert Kenmore, de Kenmore Corporation, la empresa matriz de la joyería Cartier.
Entre los postores que se retiraron de la subasta se encontraban el joyero Harry Winston, el sultán de Brunéi Hassanal Bolkiah y el magnate naviero griego Aristóteles Onassis, quien se había retirado de la puja al llegarse a los 700 000 dólares. El precio final fue de 1 050 000 dólares, un nuevo récord para una subasta pública de una joya. El precio récord anterior para un diamante era de 305 000 dólares, establecido en 1957.
Una cláusula de la venta estipulaba que el nombre del diamante podía ser elegido por el comprador, y en ese momento se le denominó "Diamante Cartier".

### Compra por Burton y Taylor
Burton y Taylor se encontraban en Inglaterra en el momento de la subasta, alojándose en The Bell Inn de la localidad de Aston Clinton en Buckinghamshire, donde visitaban a Ifor Jenkins, hermano de Burton. El abogado de Burton, Jim Benton, lo llamó al Bell Inn después de la subasta para informarle de que su puja había sido superada. Burton escribió más tarde sobre su reacción en su diario:
 "Me volví loco e insistí en que llamara a Aaron lo antes posible. Elizabeth, tan dulce como solo ella podía ser, me dijo que no importaba, que no le importaba no tenerlo, que había mucho más en la vida que baratijas, que se las arreglaría con lo que tenía. La conclusión era que ella se las arreglaría. ¡Pero yo no!... Le grité a Aaron que se jodiera Cartier, que iba a conseguir ese diamante aunque me costara la vida o 2 millones de dólares, lo que fuera mayor. Durante 24 horas persistió la agonía y al final gané. Conseguí el dichoso diamante".
Burton había pasado el día después de la subasta junto al teléfono público del Bell Inn, después de haberle dado instrucciones a Frosch para que comprara el diamante a Cartier sin importar el precio. El diamante se confirmó como suyo al día siguiente, por un costo de 1,1 millones de dólares. Burton también escribió en su diario: "Quería ese diamante porque es incomparablemente hermoso... y debería estar en la mujer más hermosa del mundo. Me habría dado un ataque de ira si hubiera sido para Jackie Kennedy o Sophia Loren o la Sra. Huntingdon Misfit de Dallas, Texas". La gema fue posteriormente llamada «Diamante Taylor Burton». Burton había comprado previamente a Taylor el diamante Krupp de 33,19 quilates en mayo de 1968, a un precio de 307 000 dólares.
Las joyas de Burton y Taylor, así como otras inversiones adquiridas por la pareja, eran oficialmente activos de un refugio fiscal fundado por la pareja, llamado Atlantic Corporation.

### Exhibición pública
Kenmore había acordado vender el diamante con la condición de que se exhibiera en las tiendas Cartier de Nueva York y Chicago, y tras publicar un gran anuncio en el New York Times para dar la noticia, se estima que unas 6000 personas hicieron cola para verlo cada día. El diamante también apareció como invitado en el programa televisivo The Ed Sullivan Show.
La publicidad en torno a la compra del diamante fue criticada en un editorial publicado en The New York Times que decía:
"Esta semana, los campesinos han hecho fila frente a Cartier para admirar un diamante tan grande como el Ritz, que cuesta más de un millón de dólares. Está destinado a colgar del cuello de la señora de Richard Burton. Como alguien dijo, habría sido bonito llevarlo en la carreta camino a la guillotina... En esta era de vulgaridad, marcada por asuntos tan insignificantes como la guerra y la pobreza, cada día es más difícil alcanzar las cimas de la verdadera vulgaridad. Pero con algunos millones sueltos, se puede lograr, y peor aún, admirar".

### Debut en Mónaco

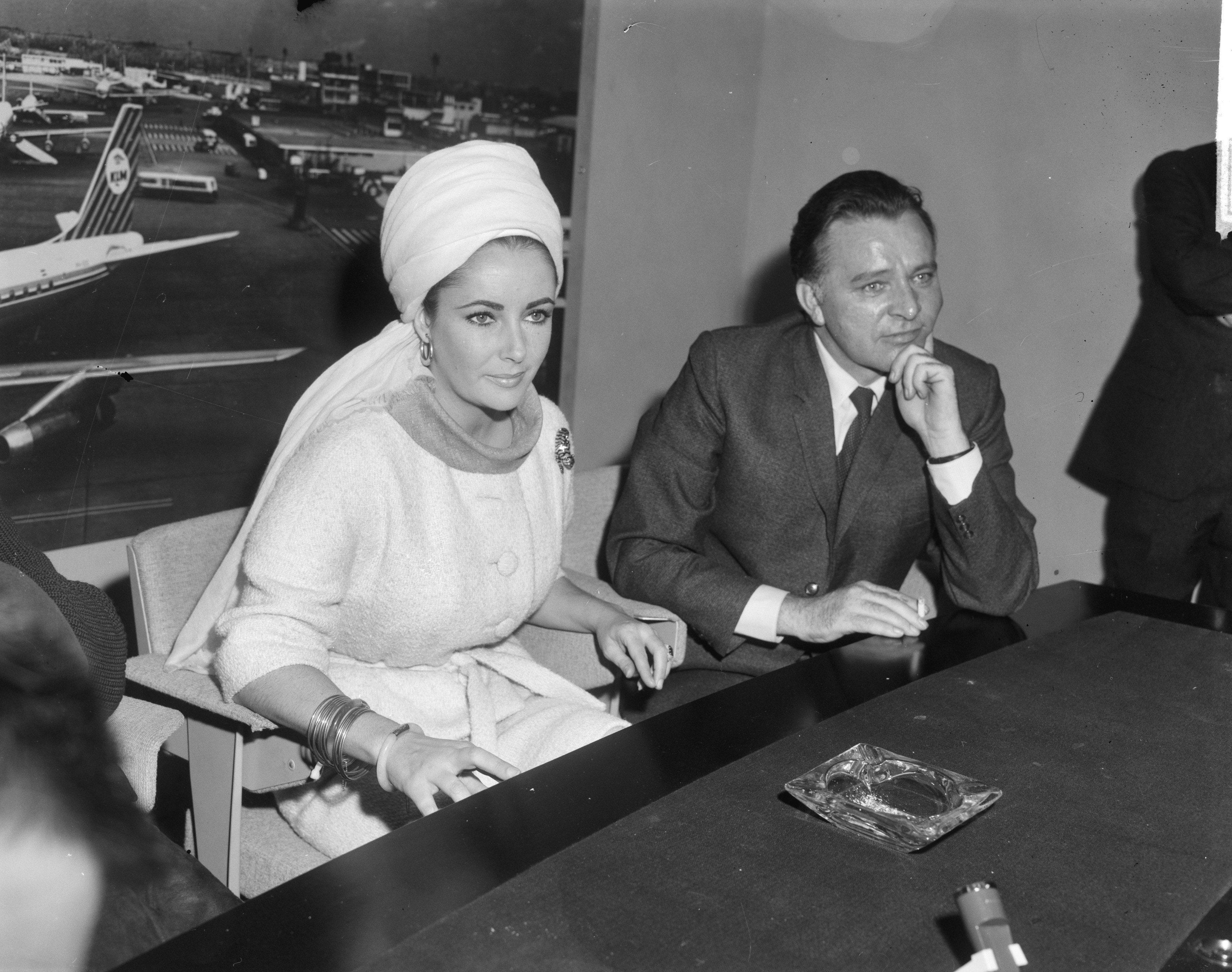
Elizabeth Taylor y Richard Burton en 1965

Tras su exhibición pública, el diamante fue entregado en noviembre de 1969 a Taylor y Burton en Mónaco, mientras estaban alojados en su yate, el Kalizma, amarrado en el puerto Hércules de Mónaco. El viaje del diamante a Mónaco duró tres semanas, con la participación de tres hombres con maletines idénticos, de los cuales solo uno contenía el diamante. Los hombres volaron desde Nueva York a Niza en Francia, y al entrar en Mónaco, un guardia armado con una ametralladora reforzó la protección al diamante. La pareja se encontraba en Mónaco para celebrar el cuadragésimo cumpleaños de la princesa Gracia en el Baile Escorpio, un baile de gala celebrado en el Hotel Hermitage de Montecarlo. En el maletín que contenía el diamante también viajaron tres pares de medias 50 centavos (que Taylor compraba en Nueva York, y no estaban disponibles en ningún otro lugar). Según se dice, la actriz estaba tan emocionada de recibir las medias como el diamante.
En el Baile Escorpio, Taylor lució el nuevo diamante junto con el diamante Krupp, que Burton le había comprado en 1968, y junto con el diamante Ping Pong, de tan solo 1⁄8 de quilate, que había costado 14 dólares. Burton lo había comprado tras prometerle a Taylor un diamante si le ganaba por diez puntos en una partida de ping pong. Cuando la gente elogiaba sus diamantes en el baile, Taylor fingía que alababan al diamante Ping Pong y no a las otras gemas mucho más grandes. Burton escribió en su diario: "El deleite de Elizabeth es digno de contemplar, y es muy curioso presenciar el evidente placer que sienten los demás al verla lucirlo. Incluso Hjordis Niven y la princesa Grace, que son bastante frías, parecieron disfrutar de su momento. Y, por supuesto, nadie lo puede lucir mejor. El rostro, los hombros y los pechos milagrosos lo realzan a la perfección".

### Historia posterior y venta
Taylor lució el diamante posteriormente en la 42.ª edición de los Premios Óscar el 7 de abril de 1970, donde llevaba un vestido diseñado por Edith Head. En la ceremonia, Taylor entregó el premio a la mejor película, que recayó en el film Midnight Cowboy.
Se contrató una póliza de seguro de un millón de dólares sobre el diamante con la firma Lloyd's of London. Las condiciones establecidas por la compañía aseguradora estipulaban que solo podría lucirse en público durante treinta días al año, que se guardaría en una bóveda y que Taylor debía estar acompañada por guardias armados cuando lo usara en público. Posteriormente, Taylor encargó una réplica del diamante que costó 2800 dólares.
Tras su segundo divorcio de Burton en 1978, Taylor vendió el diamante en junio de 1979 a Henry Lambert, un joyero de Nueva York, por una cifra estimada entre 3 y 5 millones de dólares. Parte de lo recaudado con la venta financió la construcción de un hospital en Botsuana. El segundo matrimonio de Taylor y Burton se había celebrado en Botsuana en 1975. Lambert vendió el diamante Taylor-Burton en diciembre de 1979 a Robert Mouawad, de la joyería Mouawad.